# Cimarron uruguayen
Pour les articles homonymes, voir Cimarron.
Le cimarron uruguayen (cimarrón uruguayo en espagnol) est une race de chiens originaire d'Uruguay. Issue des chiens perdus des Conquistadors et retournés à l'état sauvage, le cimarron uruguayen a été domestiqué puis utilisé traditionnellement par les Uruguayens comme chien d'utilité polyvalent. Très populaire dans son pays d'origine, la race est rare dans le reste du monde.
Le cimarron uruguayen est un chien de taille moyenne de type molossoïde et d'aspect fort et compact. Les oreilles sont traditionnellement coupées pour prendre la forme de celles des pumas. La robe est fauve ou bringée, à poil court et lisse.
Le cimarron uruguayen est un chien polyvalent, utilisé traditionnellement comme chien de berger, chien de garde et même chien de chasse.

## Historique
Le cimarron uruguayen descend des chiens abandonnés par les conquérants espagnols et portugais en Uruguay. Ils descendent probablement de l'alano et de lévrier. Race naturelle, le cimarron est un chien retourné à l'état sauvage qui s'est adapté aux conditions de vie en Uruguay. La robe bringée se serait développée en tant que camouflage dans les biotopes urugayen. Les Uruguayens ont domestiqué et utilisé ces chiens sauvages comme chien de garde et chien de berger.
Le cimarron uruguayen est présenté pour la première fois dans une exposition canine parrainée par le Kennel Club Uruguayo (KCU) en 1989. La société des éleveurs de cimarron uruguayen (Sociedad de Criadores de Cimarrón Uruguayo (SCCU)) est créée en 1988 pour en promouvoir l'élevage et la race est officiellement reconnue un an plus tard par le KCU et l'Association rurale de l'Uruguay. Le cimarron uruguayen est reconnu à titre définitif par la Fédération cynologique internationale le 7 novembre 2017[réf. nécessaire], après son acceptation provisoire en 2006 par la FCI et par la Société centrale canine (SCC) en 2011.
En 2012, 16 inscriptions ont été effectuées au livre des origines français (LOF), ce qui place le cimarron uruguayen comme une race rare en France.

## Standard

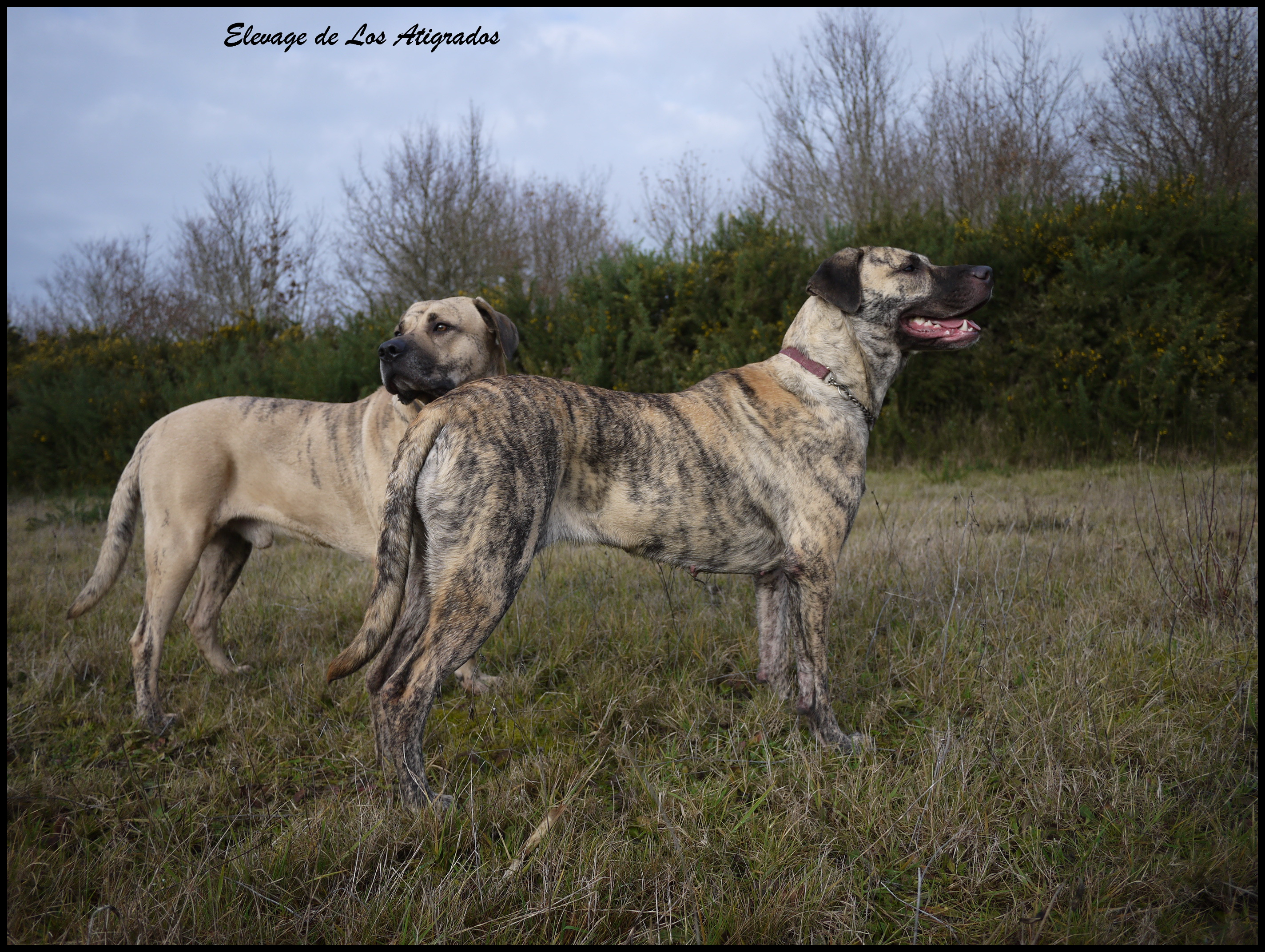
Cimarrons uruguayens bringés.

Le cimarron uruguayen est un chien de taille moyenne de type molossoïde. Fort et compact, il dispose d'une bonne ossature et d'une musculature souple. D'attache moyenne, la queue est épaisse et atteint le jarret. Au repos, elle est portée basse, tandis qu'en action, plutôt à l'horizontale ou relevée légèrement vers le haut.
Le stop est modérément marqué. Le museau est puissant, légèrement plus court que le crâne. Les yeux de taille moyenne sont en forme d’amande et de couleur marron, foncé de préférence. Les oreilles de dimension moyenne sont de forme triangulaire, tombantes sans être accolées aux joues. Lorsque la législation l'y autorise, les oreilles peuvent être coupées pour donner une forme ronde, ressemblant aux oreilles du puma,sans jamais amputer plus de la moitié de la longueur totale de l’oreille.
Le poil est court, lisse, bien couché sur le corps, avec sous-poil. La robe est bringée ou fauve dans toutes ses nuances, avec ou sans masque sur la face. La robe fauve peut être charbonnée. Les marques blanches sont permises en petite quantité sur la mâchoire inférieure, la face inférieure du cou, le poitrail, le ventre et le bas des membres.

## Caractère

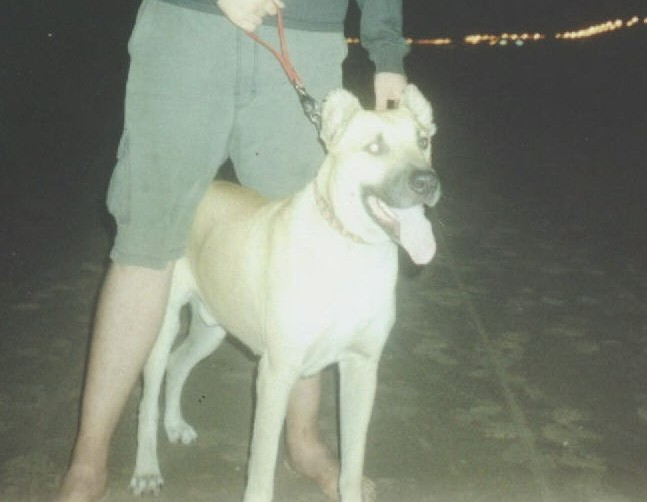
mâle de deux ans.

Le cimarron uruguayen est décrit dans le standard de la FCI comme équilibré, intelligent et courageux. Son instinct naturel de la protection en fait un excellent chien de garde. C'est un molosse équilibré, sûr de lui et confiant en sa force. Mais par-dessus tout, grâce à son excellent équilibre il est un extraordinaire compagnon pour toute la famille. Le Cimarron est un chien qui s'adapte facilement tant qu'on lui apporte l'affection et l'activité dont il a besoin. Ce n'est pas un chien destructeur et il est propre relativement vite. Il est joueur et très demandeur, ce n'est pas un chien indépendant mais curieux et collant.

## Utilité
Le cimarron uruguayen est un chien d'utilité polyvalent. En Uruguay, il est utilisé comme chien de berger, chien de chasse en meute pour la chasse au sanglier et chien de garde. La police uruguayenne utilise également des cimarrons. Plusieurs activités lui sont ouvertes : agility, cani vtt, obéissance mais aussi pistage. Par contre le cimarron ne fait pas partie des chiens autorisé au mordant, de ce fait toutes activités liées au mordant lui sont interdites.

## Santé

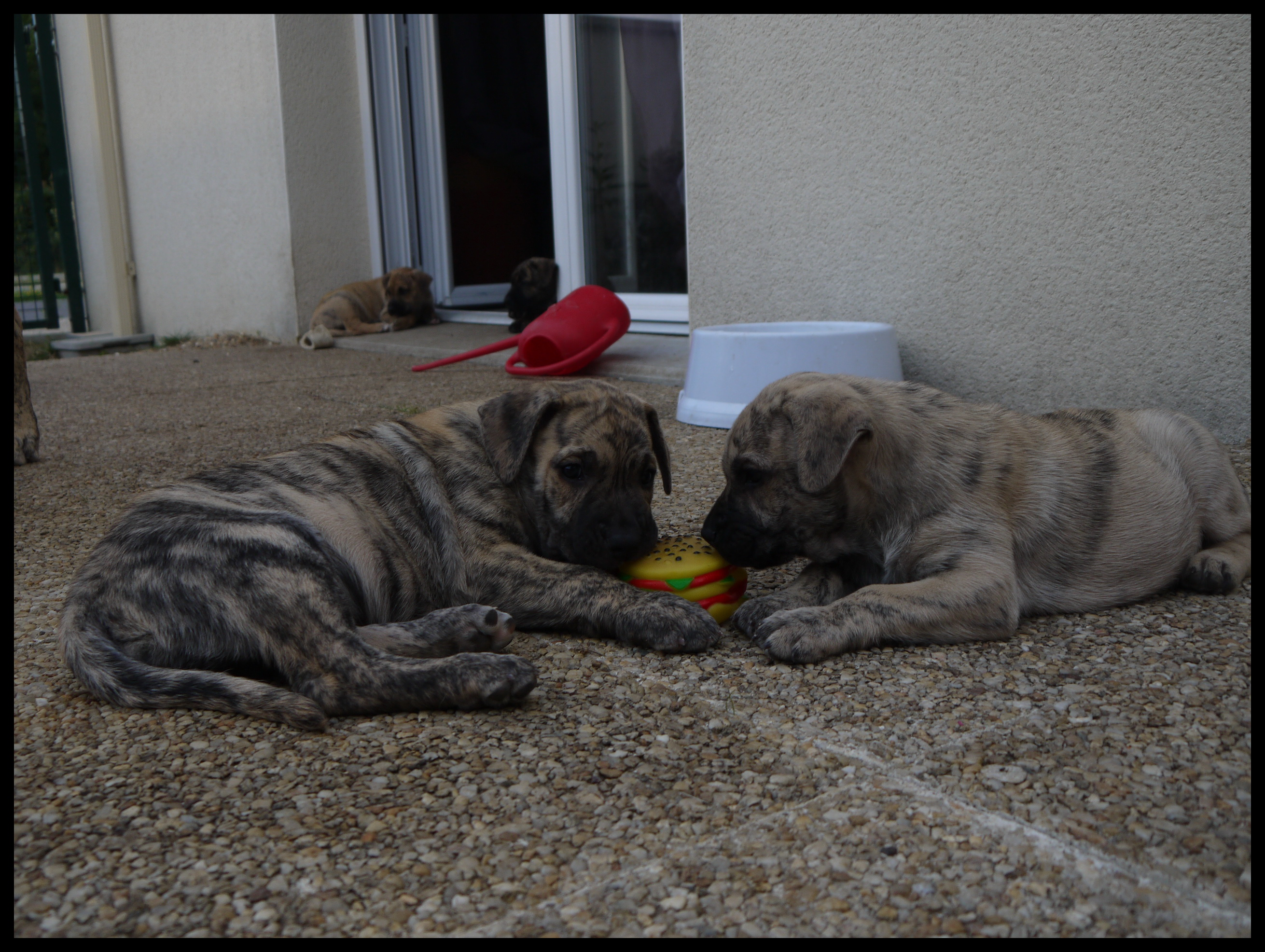
Chiots Cimarron uruguayen.

Afin de respecter la période de croissance, il faut éviter les longues marches avant l’âge de 15 mois. Mis à part la dysplasie présente chez le cimarron comme la plupart des moyennes et grandes races, aucune maladie ne lui est connue à ce jour. Il a une durée de vie de 12/14 ans.